# Hemsleya turbinata
Hemsleya turbinata är en gurkväxtart som beskrevs av Cheng Yih Wu. Hemsleya turbinata ingår i släktet Hemsleya och familjen gurkväxter. Inga underarter finns listade i Catalogue of Life.